# Пуктиська сільська рада
Пукти́ська сільська рада (рос. Пуктышский сельский совет) — сільське поселення у складі Щучанського району Курганської області Росії.
Адміністративний центр — село Пуктиш.
Населення сільського поселення становить 426 осіб (2017; 495 у 2010, 740 у 2002).

## Склад
До складу сільського поселення входять:
| Населений пункт      | Населення, осіб (2002) | Населення, осіб (2010) |
| -------------------- | ---------------------- | ---------------------- |
| Михайловка, присілок | 230                    | 136                    |
| Нікітино, присілок   | 112                    | 53                     |
| Пуктиш, село         | 398                    | 306                    |